# Фалвара
Фалвара (осет. Фæлвæра, от греч. Φλώρος και Λαύρος «[святые] Флор и Лавр») — в осетинской народной религии и нартском эпосе один из главных дзуаров, покровитель мелкого рогатого скота.

## Мифология
В нартском эпосе Фалвара представлен как небожитель, участвующий на нартских пиршествах, что показывает его как друга нартов, которые часто называют его добрым, щедрым Фалвара. Он имеет огромное терпение при отношениях с людьми. Фалвара изображается в виде человека без левого глаза, который ему выбил повелитель волков Тутыр, чтобы дать возможность своим волкам незаметно подкрадываться слева к овцам, которые охранял Фалвара: "По роду своих обязанностей (Тутыр) часто не в ладах с покровителем овец Фалварой. Последний обладает ангельским терпением. Он даже окривел от удара, однажды нанесённого Тутыром» .
В осетинском пантеоне Фалвара из-за своей доброты и кротости является одним из самых любимых дзуаров. Ранней весной совершался праздник, посвящённый Фалвара, во время которого Фалвара просили хранить и приумножить домашний скот. В этот праздник запрещалось приносить в жертву домашний скот и совершался обряд Три пирога, во время которого поднимался обязательный девятый тост в честь Фалвара.

## Источник
- Дзадзиев А. Б., Этнография и мифология осетин, Владикавказ, 1994, стр. 160, ISBN 5-7534-0537-1
- Ж. Дюмезиль, Осетинский эпос и мифология, Владикавказ, изд. Наука, 2001.